# 2008年夏季奥林匹克运动会尼日尔代表团
2008年夏季奥林匹克运动会尼日爾代表团会参加2008年8月8日至24日在中国北京主办的第29届夏季奥运。他們派出5人參與3個項目。

## 跆拳道
- Lailatou Amadou（女子56公斤級）